# Heterocola proboscidalis
Heterocola proboscidalis är en stekelart som först beskrevs av Thomson 1889.  Heterocola proboscidalis ingår i släktet Heterocola och familjen brokparasitsteklar. Arten är reproducerande i Sverige. Inga underarter finns listade i Catalogue of Life.